# Vila Garcia (Trancoso)
Vila Garcia é uma povoação portuguesa do Município de Trancoso que foi sede da extinta Freguesia de Vila Garcia, freguesia que tinha 13,29 km² de área e 118 habitantes (2011), e, por isso, uma densidade populacional de 8,9 hab/km².
Em 2013, a Freguesia de Vila Garcia foi extinta (agregada) tendo o seu território passado a fazer parte da nova União das Freguesias de Vale do Seixo e Vila Garcia.
Esta povoação é a imagem da interioridade, abandono e desertificação. Em 50 anos, a aldeia poderá desaparecer, uma vez que não existe substituição de gerações.

## População
★ A partir de 1890 passa a incorporar a freguesia de Freixial.

| População da freguesia de Vila Garcia | População da freguesia de Vila Garcia | População da freguesia de Vila Garcia | População da freguesia de Vila Garcia | População da freguesia de Vila Garcia | População da freguesia de Vila Garcia | População da freguesia de Vila Garcia | População da freguesia de Vila Garcia | População da freguesia de Vila Garcia | População da freguesia de Vila Garcia | População da freguesia de Vila Garcia | População da freguesia de Vila Garcia | População da freguesia de Vila Garcia | População da freguesia de Vila Garcia | População da freguesia de Vila Garcia |
| ------------------------------------- | ------------------------------------- | ------------------------------------- | ------------------------------------- | ------------------------------------- | ------------------------------------- | ------------------------------------- | ------------------------------------- | ------------------------------------- | ------------------------------------- | ------------------------------------- | ------------------------------------- | ------------------------------------- | ------------------------------------- | ------------------------------------- |
| 1864                                  | 1878                                  | 1890                                  | 1900                                  | 1911                                  | 1920                                  | 1930                                  | 1940                                  | 1950                                  | 1960                                  | 1970                                  | 1981                                  | 1991                                  | 2001                                  | 2011                                  |
| 452                                   | 443                                   | 452                                   | 473                                   | 499                                   | 514                                   | 529                                   | 585                                   | 593                                   | 478                                   | 319                                   | 356                                   | 248                                   | 198                                   | 118                                   |

			
Por idades em 2001 e 2021			

| 0-14 anos | 15-24 anos | 25-64 anos | 65 e + anos |
| 7 \| 5    | 27 \| 4    | 79 \| 42   | 85 \| 67    |
| -29%      | -85%       | -47%       | -21%        |

## Património
- Igreja Matriz de Nossa Senhora dos Prazeres;
- Capela de Santa Bárbara;
- Igreja Matriz de Nossa Senhora das Neves de Freixial.